# Sobralia ciliata
Sobralia ciliata là một loài thực vật có hoa trong họ Lan. Loài này được (C.Presl) C.Schweinf. ex Foldats miêu tả khoa học đầu tiên năm 1969.